# Дві катальпи
Дві ката́льпи — ботанічна пам'ятка природи місцевого значення в Україні. Об'єкт природно-заповідного фонду Львівської області. 
Розташована в міста Яворів Львівської області, на вулиці Львівській (поруч з історико-етнографічним музеєм «Яворівщина»).
Площа 0,05 га. Статус присвоєно 1984 року. Перебуває у віданні міськкомунгоспу.
Статус присвоєно для збереження двох дерев катальпи.